# Tamgrinia tulugouensis
Espèce
Tamgrinia tulugouensis est une espèce d'araignées aranéomorphes de la famille des Agelenidae.

## Distribution
Cette espèce est endémique du Gansu en Chine,.

## Étymologie
Son nom d'espèce, composé de tulugou et du suffixe latin -ensis, « qui vit dans, qui habite », lui a été donné en référence au lieu de sa découverte, Tulugou.

## Publication originale
- Wang, 2000 : A revision of the genus Tamgrinia (Araneae: Amaurobiidae), with notes on amaurobiid spinnerets, tracheae and trichobothria. Invertebrate Taxonomy, vol. 14, p. 449-464.